# Банка Лена (гайот)
Банка Лена — гайот, представляющий собой плосковершинную подводную гору вулканического происхождения в индоокеанском секторе Южного океана с центральными координатами — 52°55’ ю. ш. 44°30’ в. д.
Банка Лена расположена в 100 морских милях на юго-восток от банки Обь и отделена от неё глубинами порядка 3000 м. Ближайший к банке остров Марион удалён на расстояние порядка 400 миль к северо-западу, острова Крозе расположены примерно в 400 милях на северо-восток, и архипелаг Кергелен — приблизительно в 1000 милях на восток. Наименьшая глубина банки составляет 251 м.
История открытия банки Лена связана с первыми советскими антарктическими экспедициями и программой Международного геофизического года, выполнявшейся в 1955—1957 годах. Эта подводная гора была впервые открыта дизель-электроходом «Обь» в огромной Африканско-Антарктической котловине, простирающейся между Антарктидой на юге и Африкой и Южной Америкой на севере. Своё название она получила в честь второго советского дизель-электрохода «Лена», участвовавшего в этой же антарктической экспедиции.

## Геоморфологическая характеристика

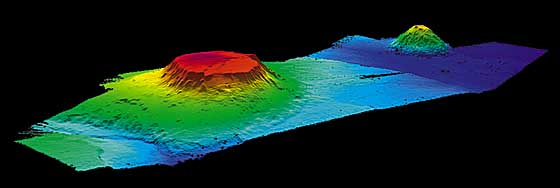
Общие закономерности геоморфологии гайота

Банка Лена, как и банка Обь, расположена в Африканско-Антарктической котловине на возвышенности Конрада — микроконтиненте, отделённом от близлежащих островов и континентов абиссальными глубинами около 5000 м и более. Представляет собой подводную гору с плоской вершиной, с глубинами на вершине, варьирующими от 251 до 850 м. В пределах изобаты 500 м длина банки в некоторых местах превышает 60 миль, ширина — 22—34 мили, площадь — около 1300 кв. миль.
Вершинная поверхность банки представлена подводными холмами высотой до 120—150 м, среди которых чётко выделяются 2 купола — западный и восточный, разделённые седловиной с неровным рельефом. Рельеф склонов банки также очень сложный. Здесь широко распространены долины, уступы и холмы. Менее всего расчленены северные и южные участки склона. Верхняя часть склонов банки до глубин 2000—2500 м имеет уклон около 19°.
Грунты на вершине банки в основном представлены тонким слоем серого или серо-зелёного песка. В пониженных участках дна встречаются жёлто-зелёный и серо-зелёный песок, иногда имеющий запах сероводорода. На отдельных холмах и у самого края вершины имеются скопления гравия, щебня, валунов и обломков коренных пород.

## Климат и особенности погоды
Климат в районе банки Лена характеризуется как субантарктический, а погодные условия идентичны таковым в районе банки Обь.
Температура: Среднегодовая температура воздуха в районе банки близка к 2 °C. В зимний сезон, в июне—августе, средняя месячная температура составляет около 0 °C, летом — в январе—феврале, среднемесячная температура повышается до 4 °C. Погода очень изменчива, в течение короткого промежутка времени температура воздуха может изменяться на 2—12 °C.
Облачность: Небо обычно с плотной облачностью, преобладают слоистые, слоисто-кучевые и слоисто-дождевые облака. Средние месячные значения облачности составляют 7—9 баллов. Повторяемость ясной погоды не превышает 3 %.
Осадки: Среднегодовое количество осадков превышает 2000 мм. Дождь, снежные заряды и туман резко уменьшают видимость, которая порой может сокращаться до 0,1 мили. Наиболее часто ухудшение видимости происходит зимой, в январе—феврале. Снегопады продолжаются от 10—20 минут до нескольких часов.
Ветры: Для района характерны частые и жестокие штормы, с повторяемостью в разные месяца года от 10 % (летом) до 40 % (зимой). Штормы обычно длятся по несколько часов, иногда — несколько суток. Преобладают западные ветры. Скорость штормового ветра может достигать 40 м/с. Средняя скорость ветра в декабре—январе составляет 8 м/с, в июне—октябре — 10 м/с.
Волнение: Во все сезоны года отмечается сильное волнение. В декабре—марте преобладают волны высотой 1,2—3,5 м, в апреле—ноябре — 2—6 м. Зимой нередки волны высотой 8,5 м, а во время штормов — до 12 м.
Айсберги: Встреча с дрейфующими айсбергами — одиночными или в группах, возможна в течение всего года.

## Водные массы и циркуляция вод
В районе банки Лена (как и на банке Обь) выделяют следующие три структурные водные массы: поверхностную антарктическую (самую холодную), промежуточную антарктическую (более тёплую) и глубинную циркумполярную. Первый слой распространяется до глубин 270 м, где происходит его смешивание с промежуточной водной массой и где возникают наибольшие вертикальные температурные градиенты, создающие наиболее оптимальные условия для жизнедеятельности гидробионтов, обитающих на вершинной поверхности банки и её верхних склонах.
Температура: сезонные колебания температуры поверхностного слоя незначительны и в целом изменяются от 0,5 до 3,0 °C. Летний прогрев воды (к марту—апрелю) охватывает верхний слой до глубины 50—100 м, где температура повышается до 2,6—3,0 °C. Придонная температура на вершинной поверхности банки более стабильна и в течение года колеблется от 1,0 до 1,8—2,0 °C
Солёность воды в течение года изменяется незначительно — от 33,7 ‰ у поверхности до 34,5 ‰ в придонном слое. Более опреснённая вода (менее 34 ‰) наблюдается в поверхностном слое осенью, в марте—апреле.
Кислород: в поверхностном слое концентрация растворённого кислорода составляет 643—723 мкг-ат/л.

## Планктон
Фитопланктон главным образом представлен в верхнем слое с колеблющимися наибольшим концентрациями (до 500 мг/м³ и более) от поверхности до глубины около 50—100 м. Основу фитопланктона, как и на банке Обь, составляют диатомовые водоросли.
Зоопланктон распределяется главным образом в верхнем слое — от поверхности воды до вершинной поверхности банки, где его сезонные концентрации обычно варьируют в пределах 40—600 мг/м³. Наибольшие концентрации зоопланктона — более 1000 мг/м³ наблюдаются в летний период, в феврале. В начале ноября биомасса зоопланктона составляет около 40 мг/м³, в конце ноября — 190 мг/м³, в феврале — 600 мг/м³, в апреле — 400 мг/м³, в мае — 48 мг/м³.

## Ихтиофауна
Согласно схеме зоогеографического районирования по донным рыбам Антарктики, предложенной А. П. Андрияшевым и А. В. 0160Нееловым, рыбы, обитающие на талассобатиали банок Лена и Обь, принадлежат к округу Марион-Крозе Индоокеанской провинции Антарктической области. Видовой состав сходен с банкой Обь и включает более 11 видов, среди которых основу биомассы составляют донные и придонно-пелагические рыбы автохтонного антарктического семейства нототениевых подотряда нототениевидных (Notothenioidei) — патагонский клыкач (Dissostichus eleginoides), чешуеглазая, или серая нототения (Lepidonotothen squamifrons), мраморная нототения (Notothenia rossii) и нототениопс-чиж (Nototheniops tchizh).

## Рыбный промысел

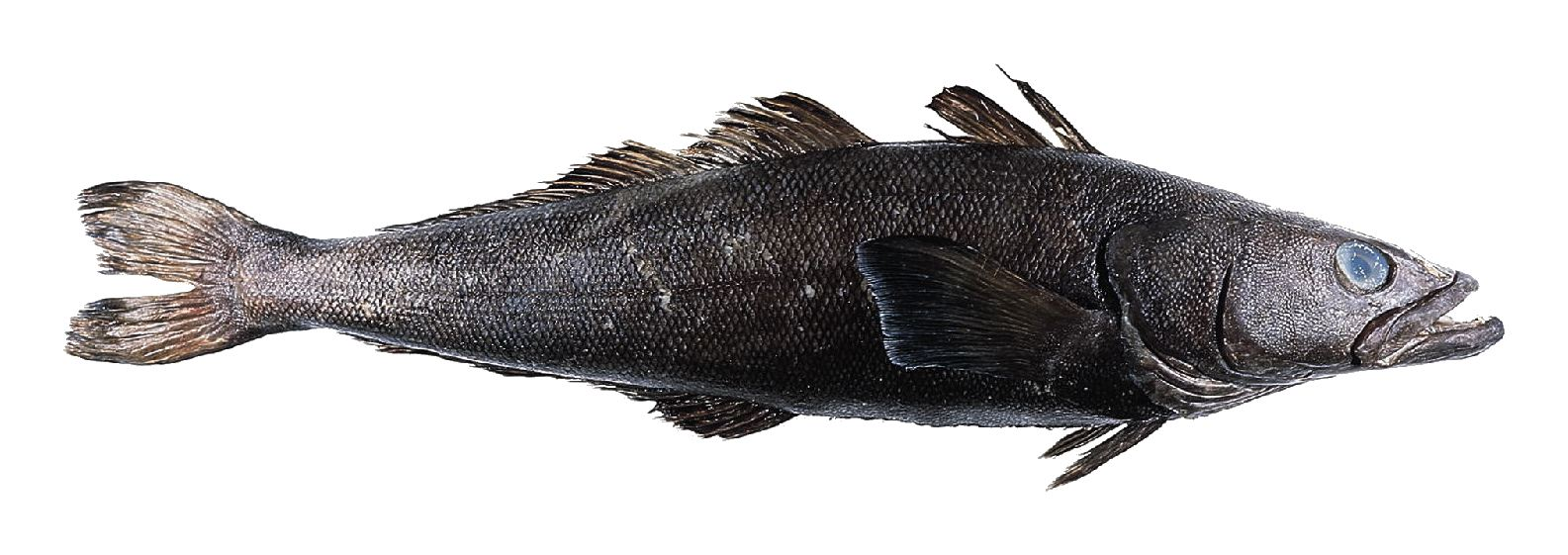
Патагонский клыкач (Dissostichus eleginoides)

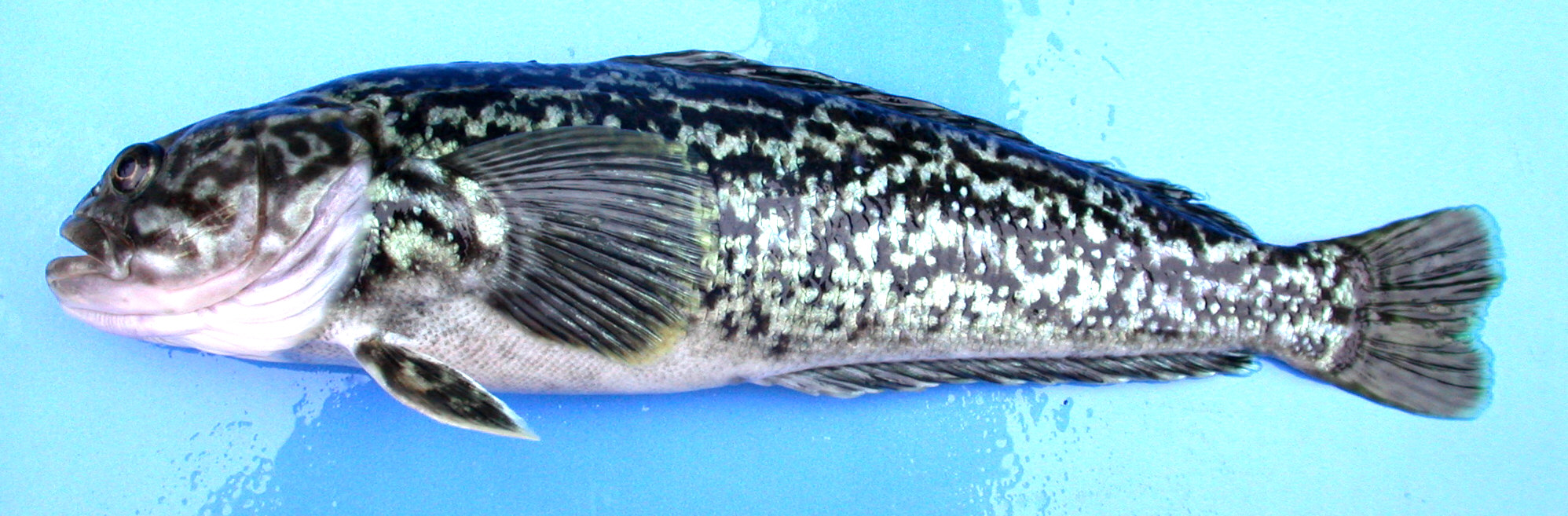
Мраморная нототения (Notothenia rossii)

В конце 70-х — середине 80-х годов минувшего столетия банка Лена рассматривалась как район перспективного круглогодичного рыбного тралового донного промысла. Основными объектами лова здесь являлись серая нототения (около 90 % в составе уловов), формировавшая очень плотные промысловые скопления, а также, как объекты прилова (до 10 %) — мраморная нототения и неполовозрелый патагонский клыкач. Среднесуточный вылов рыбы в расчете на одно судно здесь составлял около 20 т. В 1980 году общая ориентировочная величина ихтиомассы была определена в пределах 31,1 тыс. т, а возможная величина годового вылова рыбы — в пределах 5,4 тыс. т.
В настоящее время банка Лена находится в зоне ответственности Конвенции АНТКОМ по охране морских живых ресурсов Антарктики. Свободный промысел рыбы на банке закрыт из-за последствий нерациональной эксплуатации популяций промысловых рыб донными тралами, имевшей место в последнее десятилетие прошлого века. Разрешение на промысел может быть выдано специальным решением АНТКОМ после оценки запасов и определения квоты на вылов. Начиная с конца 90-х годов прошлого века, район банки известен и как один из районов несанкционированного (браконьерского) глубоководного (глубины 1000—2000 м) промысла патагонского клыкача донными ярусами.